# Jaspis
Jaspis är ett aggregat av mikrokornig kvarts och/eller kalcedon och andra mineralfaser. Det är en ogenomskinlig, oren variant av kiseldioxid (hornsten), vanligtvis röd, gul, brun eller grön till färgen; mera sällan blå. Den vanliga röda till bruna färgen beror på inneslutningar av järn(III). Jaspis brister med en slät yta.
Namnet kommer från grekiskan och betyder prickig sten, men användes helt annorlunda under antiken än nu. Då betecknade det gröna, genomskinliga stenar.
Jaspis finns i alla nyanser, mest randig eller fläckig. Jaspisen har upp till 20 % andra ämnen i sig, vilket ger de olika färgkombinationerna. Detta gör även att streckfärgen som stenen har blir annorlunda beroende på vilket ämne som färgar stenen. Enfärgad jaspis är ovanlig.
Jaspis används till sniderier, smycken, mosaik och inläggningar. Av jaspis tillverkas också ofta gnistskydd att ha framför eldstaden, bordsskivor och fasadbeklädnad. Jaspis kan bildas i fossiliserat trä, vilket är efterfrågat för cabochonslipning och broscher.

## Varianter
Det finns många olika varianter av jaspis. De namnges ofta efter färgkombinationen men även fyndorten. Några exempel på olika jaspisar är:
- Agat-jaspis (jaspis-agat) - blandning mellan dessa stenar
- Bandjaspis - har som band på sig, användbar för gemmer
- Basanit - svart, finkornig jaspis från North Carolina, USA
- Blodsten (heliotrop) - rödfläckig, mörkt grön
- Dalmatinerjaspis - vit med svarta prickar som en dalmatiner
- Egyptisk jaspis (eller nilkisel)
- Hornsten/Chert - oren grå variant (flinta och kalcedon)
- Landskapsjaspis - genom inneslutningar ger det vackra landskapsliknande mönster
- Nunkirchner-jaspis - gråbrun, finkornig som är uppkallad efter fyndorten i Hunsrück-bergen.
- Oceanjaspis - denna jaspis är blå till grönaktig med olika havsliknande ting. Den är delvis genomskinlig
- Plasma - mörkgrön, finkornig (ibland med vita eller gula fläckar)
- Prasem - grågrönfärgad jaspis som ibland får färg av aktinolitfibrer
- Silex - brun och rödfläckig
- Tysk jaspis - en nunkirchnerjaspis som är färgad med berlinerblått, heter även schweizisk jaspis eller Swiss lapis (som imitation av lapis lazuli)

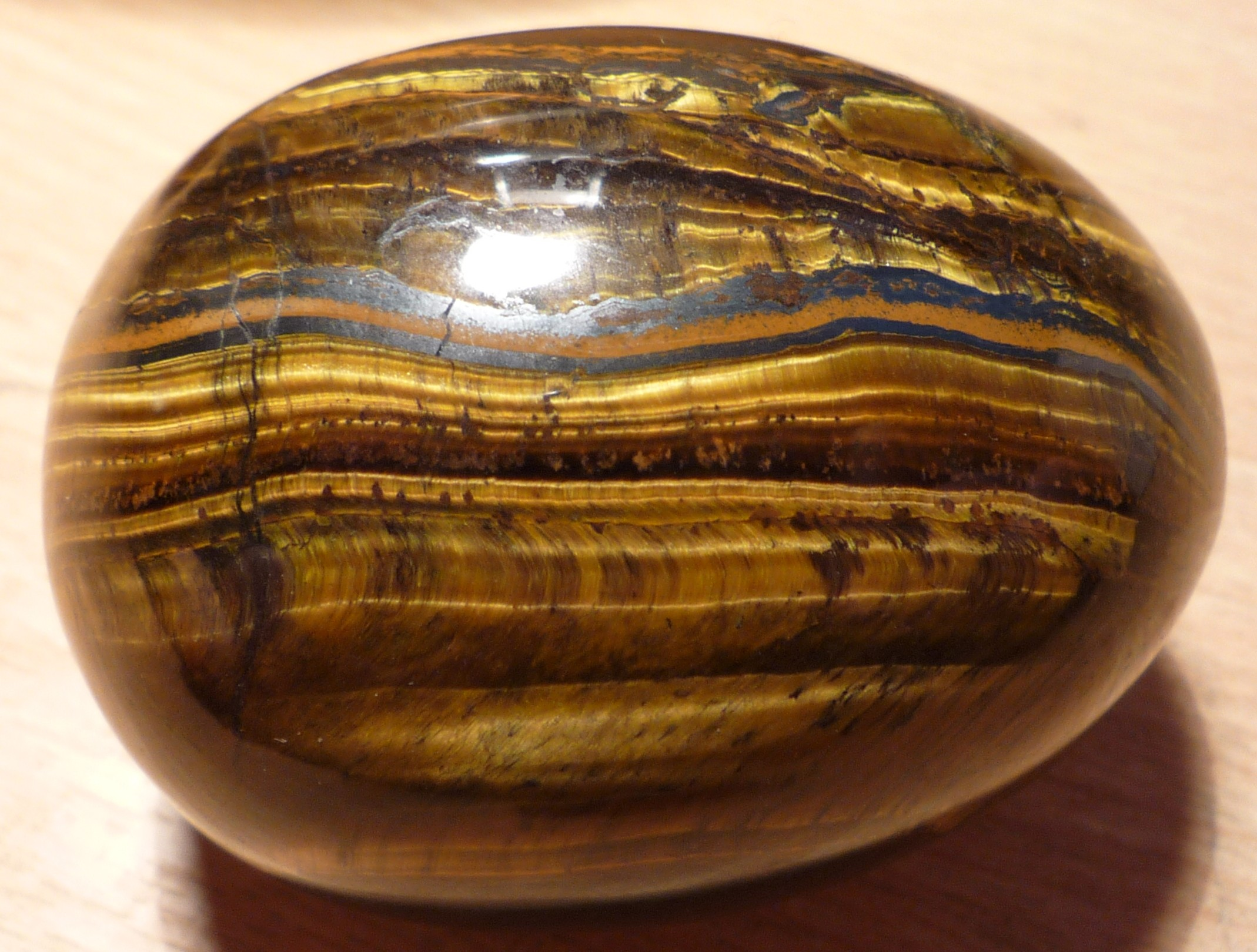
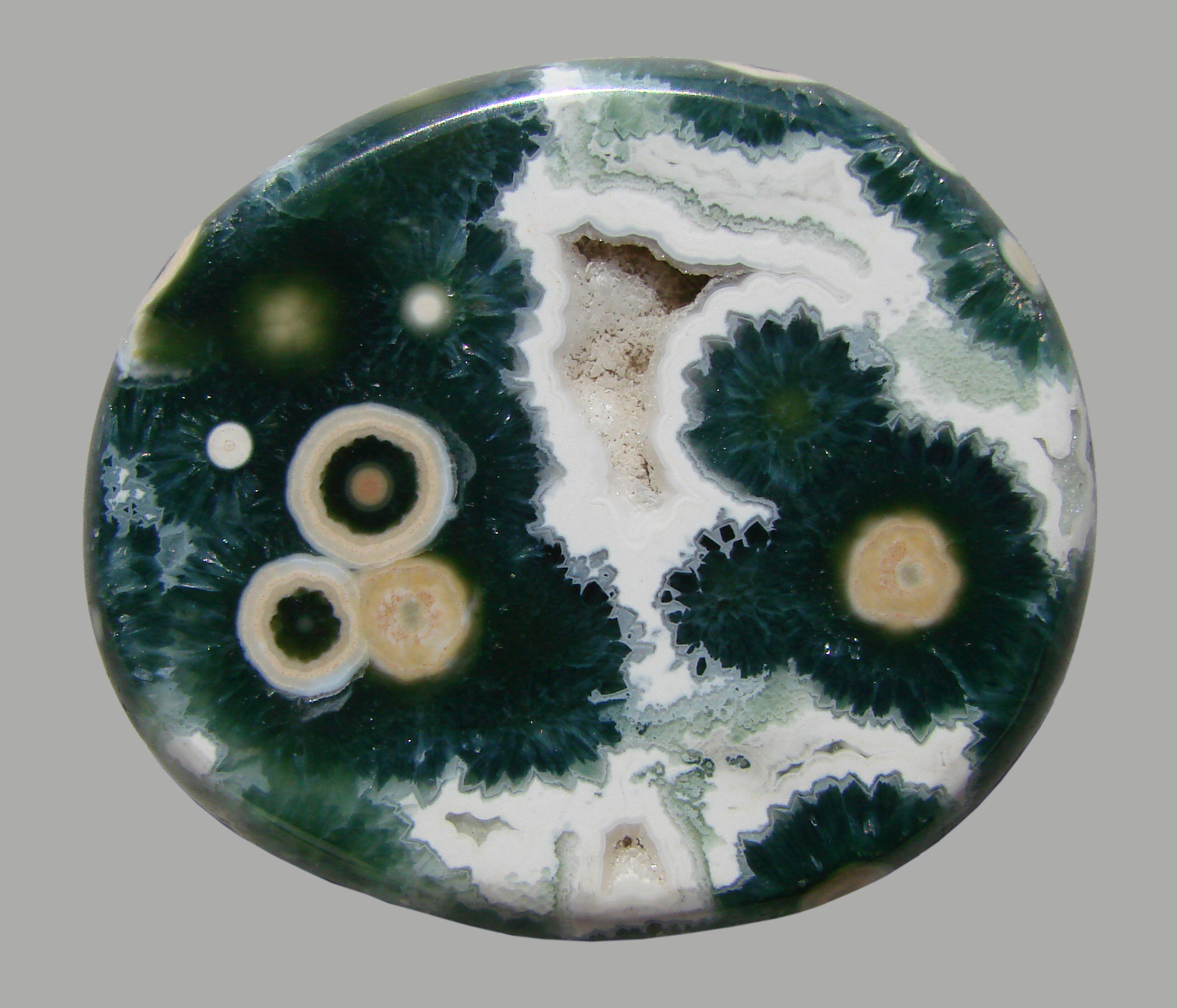
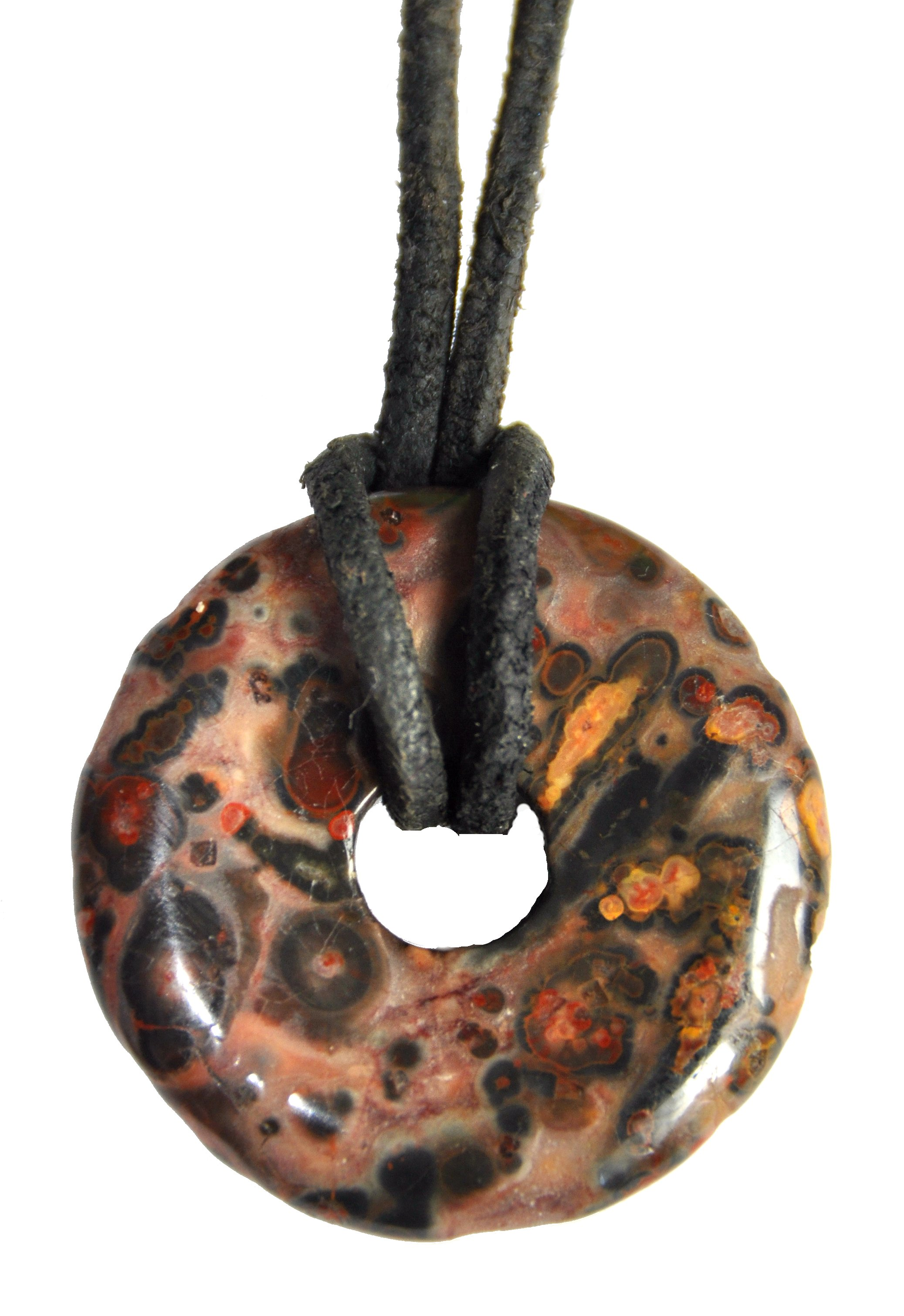
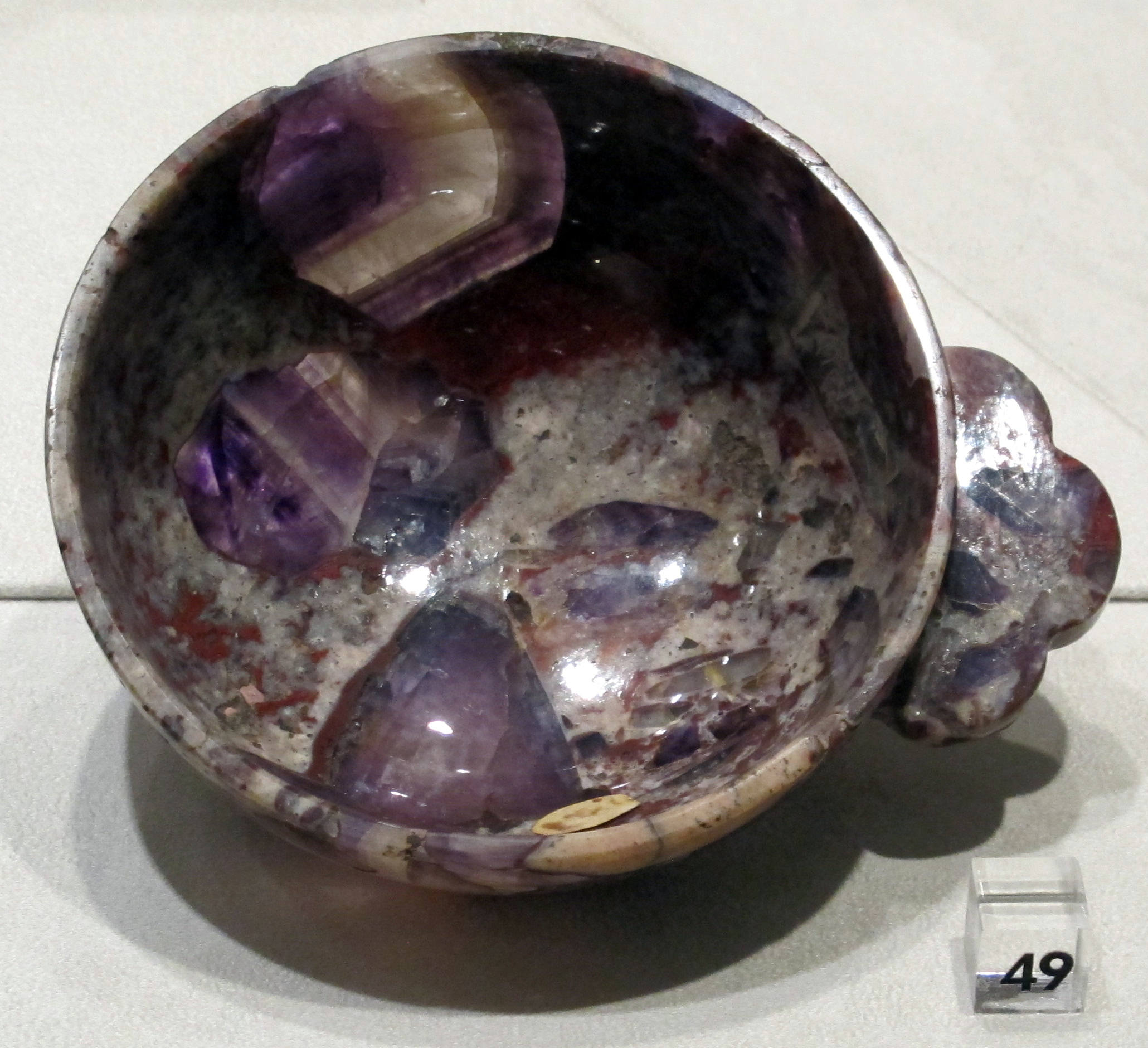
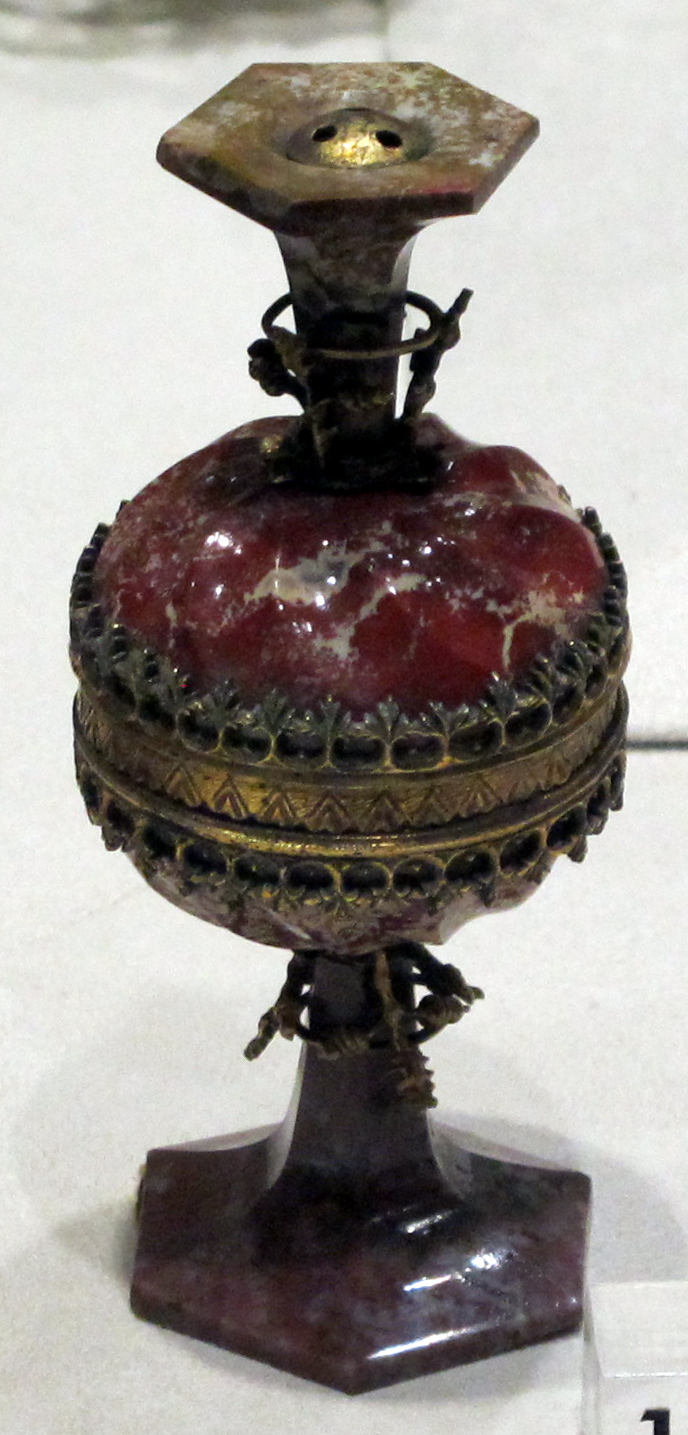